# Сугайник Клюзія
Сугайник штирійський (Doronicum stiriacum, Doronicum clusij (All.) Tausch subsp.villosum (Tausch) Vierh (D. styriacum (Vill.) D.T.) — рослина родини айстрові (складноцвіті).

## Біоморфологічна характеристика
Густоопушена розеткова рослина (5—40 см); стебла майже завжди поодинокі й прості; стеблові листки сидячі, прикореневі — на черешках, що не перевищують довжину пластинки, видовжено-еліптичні; квітки великі (3,5—7 см діаметром), жовті; цвіте у липні—серпні.

## Умови місцезрозстання та ареал
Зростає на скелястих місцях альпійського, іноді верхньої частини субальпійського поясу Чорногори. Ареал: Північна Іспанія (Кантабарійська Кордильєра), Піренеї, Центральні і Східні Альпи, Карпати, Балканський півострів; у нас знаходиться на північно-східній межі свого поширення.

## Охорона
Під охороною у Карпатському національному природному парку та Карпатському біосферному заповіднику. Рослину занесено до Червоної книги України (II категорія). Декоративний вид.